# باشگاه فوتبال هارلم یونایتد
هارلم یونایتد یک باشگاه فوتبال حرفه‌ای دومینیکایی مستقر در نیوتاون است. این باشگاه در لیگ برتر دومینیکا رقابت می‌کند. این تیم ۲۰ بار قهرمان لیگ شده است.